# Schauspielhaus Bochum
Schauspielhaus Bochum est un théâtre situé à Bochum (Rhénanie-du-Nord-Westphalie) en Allemagne.
C'est l'un des théâtres dramatiques les plus grands et les plus remarquables d'Allemagne.
Eric de Vroedt est un metteur en scène invité établi au théâtre.

## Directeurs artistiques
1. Saladin Schmitt (1919-1949)
2. Hans Schalla (1949-1972)
3. Peter Zadek (1972-1979)
4. Claus Peymann (1979-1986)
5. Frank-Patrick Steckel (1986-1995)
6. Leander Haußmann (1995-2000)
7. Matthias Hartmann (2000-2005)
8. Elmar Goerden (2005-2010)
9. Anselm Weber (2010-)